# Samson Barmao
Samson Kiprono Barmao (17 aprile 1982) è un ex maratoneta keniota.

## Competizioni internazionali
2005
- Oro alla Maratona di Nairobi ( Nairobi) - 2h12'15"
- 5º alla Discovery Half Marathon ( Eldoret) - 1h03'58"
- 13º alla Mezza maratona di Nizza ( Nizza) - 1h07'10"

2006
- 22º alla Maratona di Rotterdam ( Rotterdam) - 2h23'40"
- Argento alla Maratona di Eindhoven ( Eindhoven) - 2h09'28"
- 12º alla Mezza maratona di Lille ( Lilla) - 1h03'02"
- 4º alla 20 km di Alphen aan den Rijn ( Alphen aan den Rijn) - 1h01'16"

2007
- 6º alla Maratona di Parigi ( Parigi) - 2h11'14"
- 14º alla Mezza maratona di Lisbona ( Lisbona) - 1h05'59"
- 16º alla Mezza maratona di Parigi ( Parigi) - 1h05'41"

2008
- 7º alla Maratona di Parigi ( Parigi) - 2h09'01"
- 4º alla Maratona di Gongju ( Gongju) - 2h10'22"
- 7º alla Mezza maratona di Parigi ( Parigi) - 1h01'25"

2009
- 4º alla Maratona di Eindhoven ( Eindhoven) - 2h09'20"
- Bronzo alla Maratona di Daegu ( Taegu) - 2h10'01"

2010
- 17º alla Maratona di Amsterdam ( Amsterdam) - 2h16'35"
- 7º alla Maratona di Daegu ( Taegu) - 2h12'59"

2011
- 4º alla Maratona di Enschede ( Enschede) - 2h10'21"
- Oro alla Maratona di Colonia ( Colonia) - 2h08'56"

2012
- Argento alla Maratona di Roma ( Roma) - 2h08'52"
- Bronzo alla Maratona di Singapore ( Singapore) - 2h17'31"

2013
- 6º alla Maratona di Roma ( Roma) - 2h09'47"
- 7º alla Maratona di Singapore ( Singapore) - 2h22'17"

2014
- 4º alla Maratona di Varsavia ( Varsavia) - 2h12'38"
- 5º alla Maratona di Zhengzhou ( Zhengzhou) - 2h21'12"

2015
- 5º alla Maratona di Mont Saint-Michel ( Mont Saint-Michel) - 2h27'39"

2016
- 5º alla Mezza maratona di Chemususu ( Chemususu) - 1h09'36"

2017
- Oro alla Maratona di Łódź ( Łódź) - 2h14'19"
- Oro alla Maratona di Sofia ( Sofia) - 2h14'49"